# Dąbrowice (Kutno)
Pour les articles homonymes, voir Dąbrowice.
Dąbrowice (prononciation [dɔmbrɔˈvit͡sɛ]) est un village de la gmina de Dąbrowice, du powiat de Kutno, dans la voïvodie de Łódź, situé dans le centre de la Pologne.
Le village est le siège administratif (chef-lieu) de la gmina appelée gmina de Dąbrowice.
Il se situe à environ 22 kilomètres au nord-ouest de Kutno (siège du powiat) et 65 kilomètres au nord-ouest de Łódź (capitale de la voïvodie).
Sa population s'élève approximativement à 1 300 habitants.

## Administration
De 1975 à 1998, le village était attaché administrativement à l'ancienne voïvodie de Płock.

Depuis 1999, il fait partie de la nouvelle voïvodie de Łódź.